# Ткач Таїсія Кирилівна
Таї́сія (Анастасі́я) Кири́лівна Тка́ч (листопад 1909 , Нечуївка, Ямпільський повіт, Подільська губернія, Російська імперія  — невідомо ) — український державний діяч. Депутат Верховної Ради УРСР 1-го скликання (1938–1947).

## Біографія
Народилась у листопаді 1909 року в селі Нечуївці, нині Ямпільський район, Вінницька область, Україна у родині селянина-бідняка Кирила Євсейвича Вихристюка, жила з батьками. Освіта — два класи церковно-парафіяльної школи. 1926 року вийшла заміж за односельчанина Івана Андрійовича Ткача.
1930 року разом з чоловіком вступила до колгоспу імені Петровського села Петрівське (Нечуївка) Ямпільського району, з 1934 року — ланкова-п'ятисотниця колгоспу імені Петровського. Збирала високі врожаї цукрових буряків.
26 червня 1938 року була обрана депутатом Верховної Ради УРСР 1-го скликання по Ямпольській виборчій окрузі № 44 Вінницької області.
Член ВКП(б) з 1939 року.
З липня 1941 року — в евакуації, спочатку у Воронезькій області, з жовтня 1941 до вересня 1942 року — в Сталінградській області, де працювала в колгоспах. У вересні 1942 — серпні 1944 року — повар у госпіталі військової частини № 18572.
Станом на 1945 рік — голова колгоспу «Комінтерн» села Біла Ямпільського району Вінницької області.

## Нагороди
- орден Леніна (10.11.1935, за високий урожай цукрового буряка).